# 잔폰

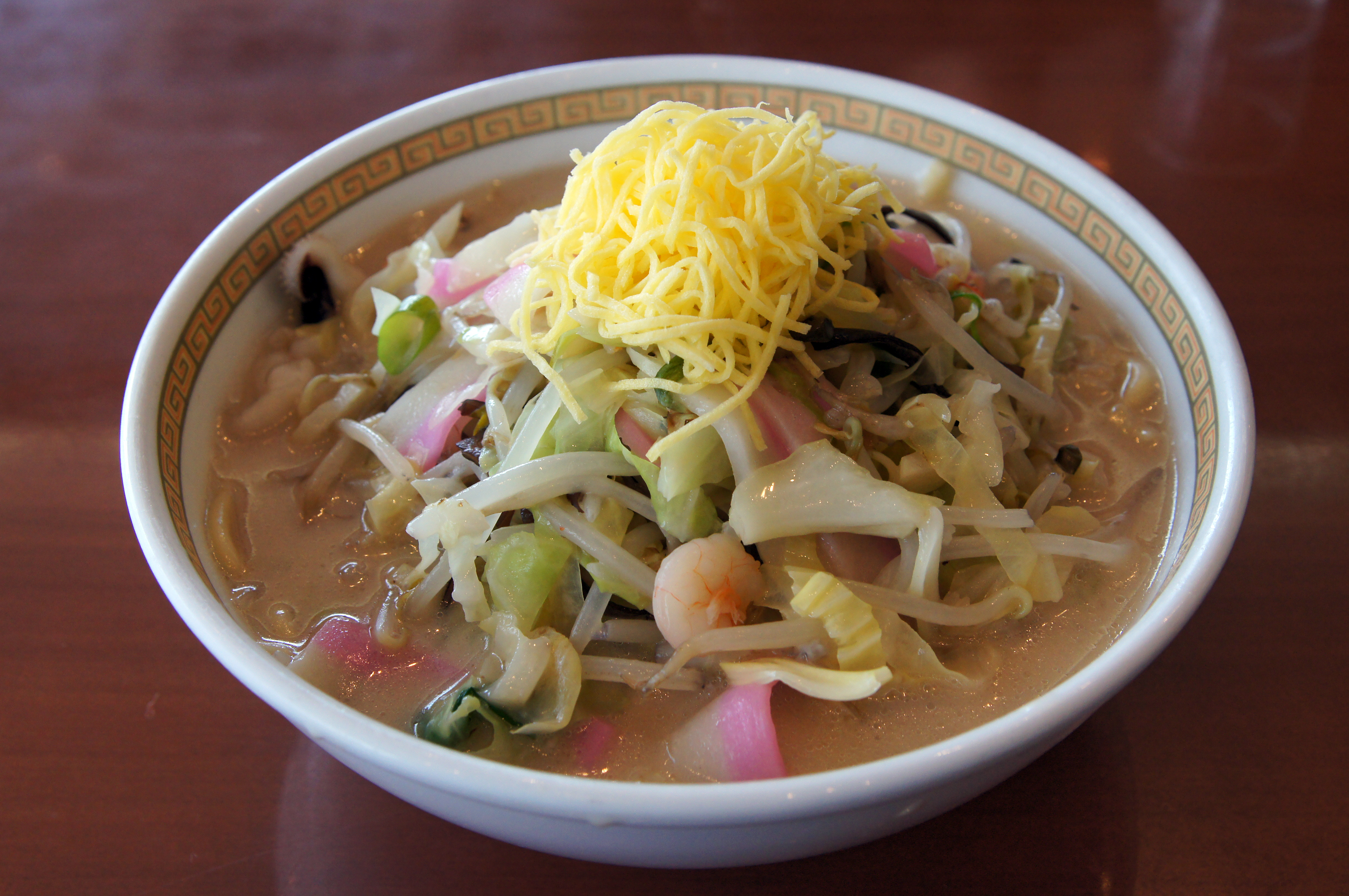
시카이로의 잔폰

잔폰(일본어: ちゃんぽん, 영어: champon, chanpon)은 돼지고기, 채소, 생선 생산품을 재료로 한 일본의 국수 요리이며, 나가사키 향토 요리로 널리 알려져 있다. 흔히 나가사키 짬뽕(잔폰)이라고 불리는 것이 이 요리다.

## 유래
잔폰은 1899년, 일본 나가사키에 중식당 시카이로(四海樓)를 개업한 푸젠성(福建省) 출신 화교 천핑순(陳平順)이 고향 음식인 탕육사면(湯肉絲麵)을 참고해 만들었다.
당시 끼니를 거르던 푸젠성 출신 중국인 유학생들을 위해 천핑순이 잔반을 모아 차려 준 간단한 국수 요리가 이후 잔폰이 되었다는 이야기가 전해진다.
잔폰이라는 음식 이름은 '밥 먹자' 또는 '밥 먹었느냐'는 중국어 '吃飯'의 푸젠성 사투리 발음이 일본식으로 변형되었다고 보는 것이 주류였으나, 근래엔 말레이시아어 또는 인도네시아어의 혼합하다는 뜻의 '참푸르'(campur)에서 유래했다고 보기도 하는 등 여러 설들이 있다. 참고로 잔폰은 일본어로 '뒤섞다'라는 뜻이 있다고 한다.

## 같이 보기
- 찬푸루
- 나시 참푸르
- 짬뽕
- 라멘